# Sirioba hiemalis
Sirioba hiemalis là một loài bướm đêm trong họ Noctuidae.